# Madeleine Sylvester-Davik
Madeleine Sylvester-Davik (21 ottobre 2005) è una sciatrice alpina norvegese.

## Biografia
Specialista delle prove tecniche attiva dall'ottobre del 2021, Madeleine Sylvester-Davik ha esordito in Coppa Europa il 4 marzo 2023 a Gällivare in slalom gigante (56ª) e ai Mondiali juniores di Alta Savoia 2024 ha vinto la medaglia d'oro nella gara a squadre; ha debuttato in Coppa del Mondo il 28 dicembre dello stesso anno a Semmering in slalom gigante, senza qualificarsi per la seconda manche, e ai Campionati mondiali a Saalbach-Hinterglemm 2025, piazzandosi 7ª nella gara a squadre e non completando lo slalom gigante. Non ha preso parte a rassegne olimpiche.

## Palmarès

### Mondiali juniores
- 1 medaglia:
  - 1 oro (gara a squadre ad Alta Savoia 2024)

### Coppa del Mondo
- Miglior piazzamento in classifica generale: 91ª nel 2025

### Coppa Europa
- Miglior piazzamento in classifica generale: 25ª nel 2025

### Campionati norvegesi
- 1 medaglia:
  - 1 bronzo (slalom gigante nel 2025)